# Holland (2025)
Holland is een Amerikaanse psychologische thriller uit 2025 van regisseur Mimi Cave. De hoofdrollen zijn voor Nicole Kidman, Matthew Macfadyen en Gael Garcia Bernal.
De film ging in première tijdens het South by Southwest filmfestival op 9 maart 2025 en verscheen op 27 maart 2025 op de streamingdienst van Amazon Prime.

## Verhaal

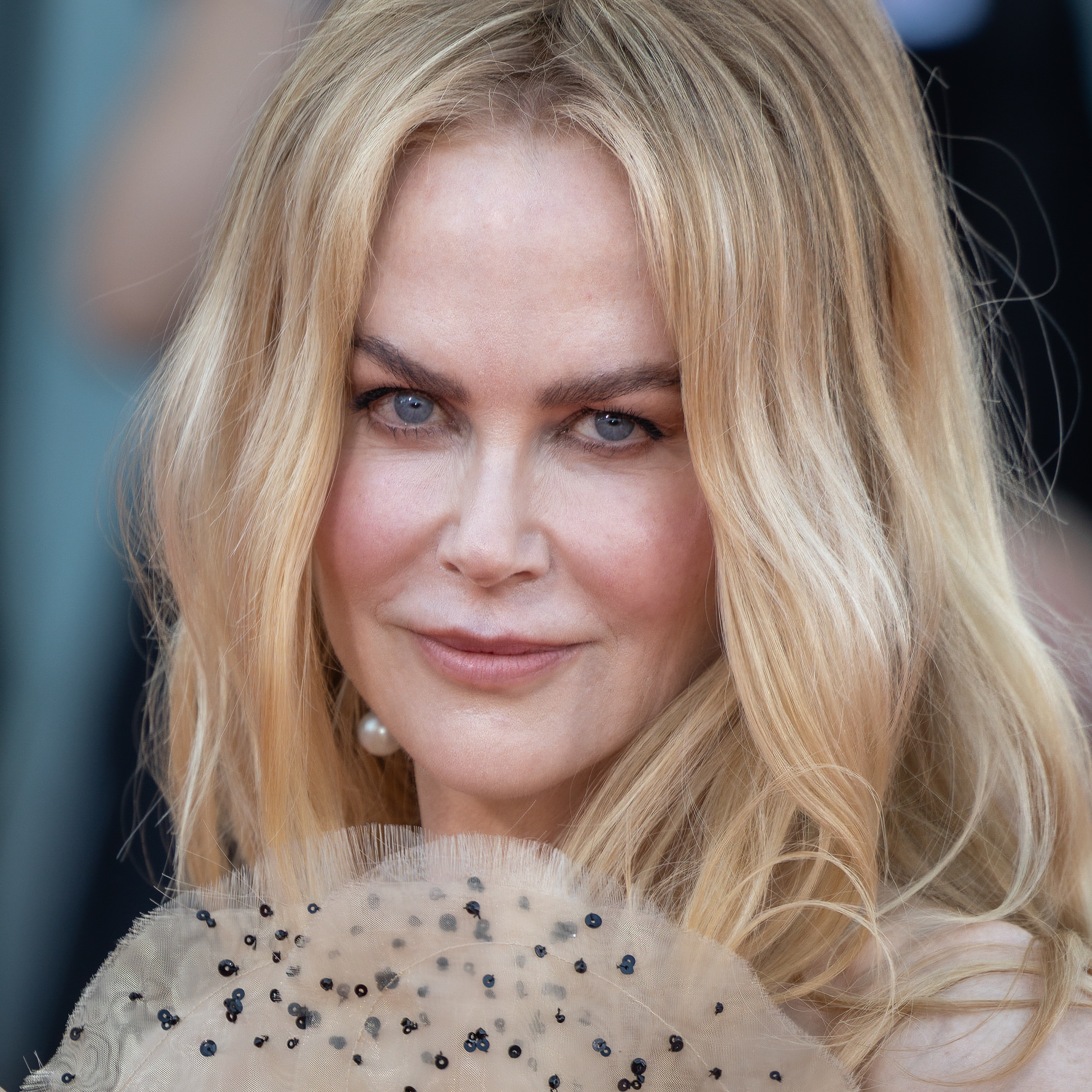
Actrice Nicole Kidman

Nancy Vandergroot, een docent op een middelbare school in het Amerikaanse dorpje Holland, leeft een doorsnee middenklasse bestaan met haar man Fred en hun 13-jarige zoon Harry. Fred gaat regelmatig op werkvakantie en Nancy vermoedt dat hij een affaire heeft met een andere vrouw.
Ze besluit met de hulp van collega-docent Dave, uit te zoeken waar Fred uithangt. Haar onderzoek ontrafelt langzaam een gevaarlijk geheim.

## Rolverdeling
| Acteur             | Personage         |
| ------------------ | ----------------- |
| Nicole Kidman      | Nancy Vandergroot |
| Matthew Macfadyen  | Fred Vandergroot  |
| Gael Garcia Bernal | Dave Delgado      |
| Jude Hill          | Harry Vandergroot |
| Lennon Parham      | Gwen              |
| Rachel Sennott     | Candy Deboer      |

## Ontvangst
De film werd overwegend matig ontvangen in recensies. Men prees het acteerwerk van Kidman, de atmosfeer en de unieke stijl van de film. Kritiek was er op de geloofwaardigheid en inhoud van bepaalde elementen van het verhaal.
Op recensieverzamelwebsite Metacritic heeft de film een score van 4,1. Kijkers gaven de film een 3,4.